# 塩谷優
塩谷 優（しおたに まさる）は、日本の化学者、広島大学名誉教授。磁器共鳴分光など物理化学専攻で、欧米の諸大学の客員教授を務め、国際的に活躍した。　　

## 経歴
- 石川県立羽咋高等学校卒業。
- 1965年　北海道大学工学部合成化学工学科卒業。
- 広島大学工学部助教授・同教授を経て、2004年広島大学退官。現在、広島大学名誉教授。

## 関連リンク
- 学問の散歩道／塩谷優